# Iglesia de San Salvador (Spoleto)
 La iglesia de San Salvador (en italiano: chiesa di San Salvatore) es una pequeñaiglesia medieval que se encuentra en Spoleto (Perugia) y representa uno de los principales testimonios arquitectónicos lombardos de la Langobardia minor. La inspiración monumental de los duques lombardos de Spoleto se manifestó aquí en la reconstrucción de la iglesia en el siglo VIII.
En 2011, fue declarado Patrimonio de la Humanidad como parte del grupo de siete bienes inscritos como Centros de poder de los longobardos en Italia (568-774 d. C.) (ref. 1318-003).
La iglesia es antigua y fue erigida antes del siglo VIII probablemente alrededor del lugar de enterramiento de dos mártires cristianos antiguos, Concordio y Senzia. Por aquella época, bajo gobierno lombardo, la iglesia fue dedicada a San Salvador, pero el monasterio siguió siendo el Monasterium Sancti Concordii. En el siglo XVI, el ábside fue pintado con frescos con escenas de la Crucifixión. La nave central es alta y larga y remata e un ábside circular. La fachada tiene arquitrabes esculpidos. El interior parce haber reutilizado antiguas columnas romanas.
Fuera de la basílica está el cementerio de la ciudad, diseñada en 1837 por el arquitecto Ireneo Aleandri.